# Lara Veronin
Lara Veronin, también conocida como Lara Liang (chino tradicional: 梁心頤; chino simplificado: 梁心颐, pinyin: Liáng Xīnyí, California, Estados Unidos, 2 de mayo de 1988), es una cantante y compositora taiwanesa.

## Biografía
Nació en el sur de California y se mudó a Taiwán al llegar a la etapa de la adolescencia. Se graduó de la Taipei American School en 2006. Actualmente es la vocalista de la banda taiwanesa Nan Quan Mama (chino tradicional: 南拳媽媽; chino simplificado: 南拳妈妈, pinyin: Nán Quán Māmā). 
Lara se encuentra actualmente estudiando en una universidad de Taipéi, sin dejar de seguir su carrera musical.

## Carrera
El segundo álbum de la banda, Nan Quan Mama # 2, alcanzó el cuarto lugar en las listas de popularidad en Taiwán. Lara también es conocida por participar en la canción denominada Coral Sea, incluida en el sexto álbum de Jay Chou, November's Chopin. Realizó un segundo dueto con Jay Chou, con la canción titulada Snake Dance. En 2006, Lara fue elegida para participar en una serie de televisión titulada Engagement for Love (chino tradicional: 愛情經紀約; chino simplificado:  爱情经纪约, pinyin: àiqíng jīngjì yuē), junto a Alex To y Ambrose Hsu.